# فلکسفورم
فلکسفورم (انگلیسی: Flexform) شرکت کالای لوکس ایتالیایی است، که در سال ۱۹۵۹ تأسیس شد.